# Mercedes F1 W05
A Mercedes F1 W05 egy Formula–1-es versenyautó, amelyet a Mercedes AMG F1 csapat tervezett és versenyeztetett a 2014-es Formula–1 világbajnokságon. Pilótái az előző évi párosítás, Nico Rosberg és Lewis Hamilton voltak. Az autót Bob Bell, Aldo Costa, Geoff Willis, Loïc Serra, Russell Cooley, John Owen, Mike Elliott, és Jarrod Murphy tervezték. Ez volt a Mercedes csapat ötödik autója a 2010-es visszatérésük óta, és az első, amelyet hibrid hajtású turbómotorral szereltek. Az autó dominálta a 2014-es idényt, három verseny kivételével valamennyi futamot megnyertek, és csak egyetlen alkalommal nem szereztek pole pozíciót, megágyazva ezzel a Mercedes csapat turbókorszakos dominanciájának.

## Áttekintés
Az új szabályok értelmében az előző évihez képest teljesen áttervezett kasztnit kellett építenie a csapatnak, illetve új, hibrid turbómotort kellett gyártaniuk. A versenyzők saját rajtszámmal indultak ettől az évtől kezdve, Rosberg a 6-ost választotta (édesapja, Keke Rosberg világbajnok rajtszáma után), Hamilton pedig a 44-est (szerencsehozó régi gokartos rajtszáma után).
Már a szezon előtti teszteken látszott, hogy egy rendkívül erős autót épített a csapat, aztán az idénynyitó ausztrál futamot Rosberg 27 másodperces előnnyel nyerte meg. Hamilton pedig hasonló dominanciával nyerte meg az ezt követő további négy versenyt. A sikerek kulcselemének a jól sikerült motort tartották, a kialakítása ugyanis olyan volt, hogy a kompresszor és a turbó a belső égésű motor ellentétes végein helyezkedett el, ami kompaktabb kialakítást, így aerodinamikailag kedvezőbb kasztniépítést és jobb akkumulátor-használatot eredményezett. Hamilton egy interjúban a legjobb autónak nevezte, amit valaha vezetett.
A szezon felénél a Mercedes egyetlen győzelem (Ricciardo kanadai elsősége) és egyetlen pole pozíció (Massa ausztriai sikere) kivételével mindent megnyert, és a szezon második felében két másik Ricciardo-győzelmet leszámítva úgyszintén mindent. A konstruktőri címet már az orosz futamon bebiztosították, három versennyel a vége előtt. A tizenhat győzelemből 11-et Hamilton, ötöt Rosberg ért el, tizenkét leggyorsabb köréből hetet Hamilton és ötöt Rosberg, tizenkétszer volt az időmérő edzéseken Mercedes első sor, és tizenegyszer értek el kettős győzelmet. Hamilton az utolsó futamon biztosította be második világbajnoki címét.

## A szezon
Az első négy futamon a Mercedes nagyon ritkán látott dominanciát mutatott be. Mind a négyszer pole pozíciót szereztek, mindegyik futamon kizárólag ők vezettek a versenyben, az összes leggyorsabb kört ők aratták, és természetesen mindegyik versenyt meg is nyerték. Spanyolországban Sebastian Vettel törte meg kissé ezt az egyeduralmat egy leggyorsabb körrel, de ezután Monacóig folytatódott a hegemónia. Kanadában aztán Daniel Ricciardo megszerezte az év első nem Mercedeses győzelmét, miután az élen haladó Rosberg motorhiba miatt nem tudta tartani a tempót. Az egyetlen nem mercedeses pole pozíció Ausztriában született, ahol Felipe Massa érte el ezt az eredményt a Williams-szel, de a futamon megint csak Mercedes 1-2 lett a végeredmény, annak ellenére, hogy a csapat küszködött a fékekkel, és a két Williams alaposan megszorongatta őket emiatt.
Már ekkor látszott, hogy a világbajnokság a csapat két pilótája között fog eldőlni. A brit nagydíjon Rosberg kiesett, Hamilton pedig megnyerte hazai futamát, a német nagydíjon azonban Rosberg győzött, Hamilton pedig csak harmadik lett, miután az időmérő edzés is balszerencsésen ért véget számára egy elfüstölő féktárcsa miatt. A magyar nagydíjon Hamilton ismét balszerencsésen kvalifikált, kigyulladt az autója is, de a verseny kaotikus körülményei között harmadik lett, Rosberg pedig csak negyedik. Ez volt az első futam az évben, ahol ha egy Mercedes célba ért, azt nem a dobogón tette. Belgiumban megint Mercedes első sor volt, azonban a két csapattárs a második körben összeütközött, Hamilton defektet kapott, Rosbergnek pedig megsérült az első szárnya. Később Hamiltonnak fel kellett adnia a futamot, Rosberg viszont folytatni tudta és végül második lett.

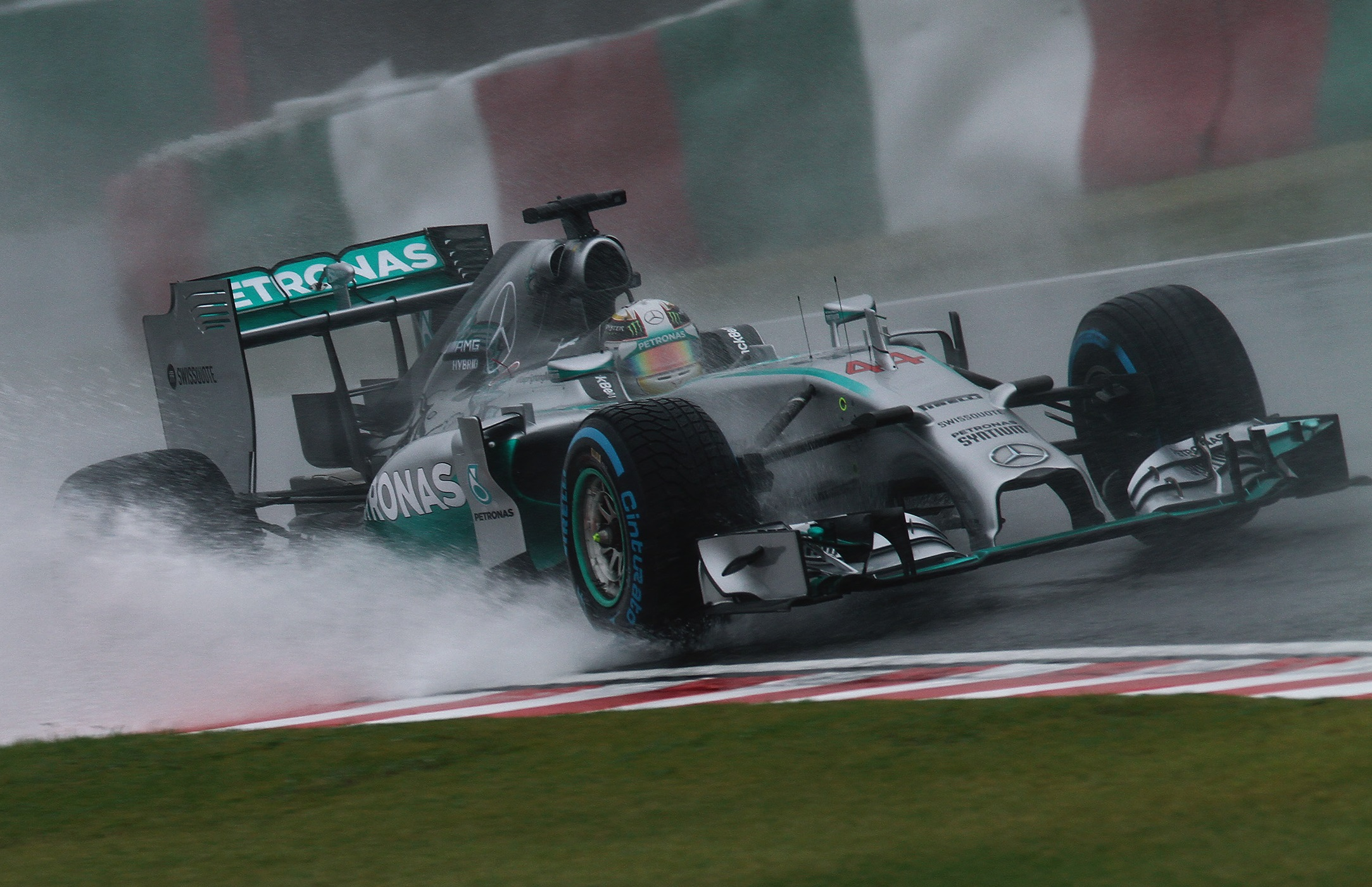
Hamilton az esős japán nagydíjon, ahol Jules Bianchi végzetes balesetet szenvedett

Az olasz nagydíjon és a szingapúri verseny időmérő edzésén folytatódott a hegemónia, de a futamot Rosberg elektronikai hiba miatt csak a boxutcából rajtolva kezdhette meg. Később ki is esett, mert az első kerékcseréjénél az autója lefulladt és már be se lehetett indítani. Hamilton ezzel ellentétben dominált a versenyen, és átvette a vezetést a világbajnoki összetettben 3 ponttal. Japánban ez a különbség 10 pontosra nőtt, a rettenetes időjárási körülmények miatt félbeszakadt futamot Hamilton nyerte meg Rosberg előtt. Dominanciájukat megmutatta, hogy már az első 3 versenykörben, bármilyen körülmények közepette is, de 17 másodperces előnyt hoztak össze maguknak.
A következő orosz futamon a Mercedes újabb kettős győzelemmel bebiztosította a konstruktőri bajnoki címet. Hamilton nyert, Rosberg az első körben történt incidens miatt visszaesett, de még így is visszajött a második helyre. Amerikában újabb első sor, Rosberg pole, és kettős győzelem jött, ahol Hamilton úgy győzött, hogy a verseny második felében átvette a vezetést. Brazíliában újabb első sor jött össze, Rosberg 41 másodperc előnnyel futott be elsőként a harmadik Massa előtt, és az idényben tizenegyedik kettős győzelmét könyvelhette el a csapat, megdöntve ezzel a McLaren 1988-as rekordját. Már csak egy futam volt hátra Abu-Dzabiban, ahol abban az évben dupla pontokat osztottak, Rosberg hátránya pedig mindössze 17 pont volt. Ha Rosberg világbajnok akart lenni, ahhoz mindenképpen győznie kellett volna, Hamiltonnak pedig minél kevesebb pontot gyűjteni. Rosberg pole pozíciót szerzett, de Hamilton már a rajtnál átvette a vezetést, amellett Rosberg autójában meghibásodott az ERS, így csak 14. helyen ért célba. Ez volt a csapat egyetlen olyan eredménye abban az évben, amikor a TOP10-en kívül intették le őket. Hamilton tizenegyedik győzelmét aratva megnyerte élete második világbajnoki címét.

## Eredmények
(Táblázat értelmezése)

(Félkövér: pole-pozícióból indult; dőlt: leggyorsabb kört futott) 

| Év   | Csapat                        | Motor                  | Gumik | Pilóták        | Futamok    | Futamok  | Futamok | Futamok | Futamok       | Futamok | Futamok | Futamok  | Futamok        | Futamok     | Futamok      | Futamok | Futamok     | Futamok   | Futamok | Futamok     | Futamok | Futamok  | Futamok                 | Pontok | Helyezés |
| Év   | Csapat                        | Motor                  | Gumik | Pilóták        | Ausztrália | Malajzia | Bahrein | Kína    | Spanyolország | Monaco  | Kanada  | Ausztria | Nagy-Britannia | Németország | Magyarország | Belgium | Olaszország | Szingapúr | Japán   | Oroszország | USA     | Brazília | Egyesült Arab Emírségek | Pontok | Helyezés |
| ---- | ----------------------------- | ---------------------- | ----- | -------------- | ---------- | -------- | ------- | ------- | ------------- | ------- | ------- | -------- | -------------- | ----------- | ------------ | ------- | ----------- | --------- | ------- | ----------- | ------- | -------- | ----------------------- | ------ | -------- |
| 2014 | Mercedes AMG Petronas F1 Team | Mercedes PU106A Hybrid | P     | Nico Rosberg   | 1          | 2        | 2       | 2       | 2             | 1       | 2       | 1        | KI             | 1           | 4            | 2       | 2           | KI        | 2       | 2           | 2       | 1        | 14                      | 701    | 1.       |
| 2014 | Mercedes AMG Petronas F1 Team | Mercedes PU106A Hybrid | P     | Lewis Hamilton | KI         | 1        | 1       | 1       | 1             | 2       | KI      | 2        | 1              | 3           | 3            | KI      | 1           | 1         | 1       | 1           | 1       | 2        | 1                       | 701    | 1.       |

† Kiesett, de a verseny 90%-át teljesítette, így teljesítményét értékelték.
A szezonzáró futamon dupla pontokat osztottak.

## Fordítás
Ez a szócikk részben vagy egészben  a   Mercedes F1 W05 Hybrid című angol Wikipédia-szócikk ezen változatának fordításán alapul.  Az eredeti cikk szerkesztőit annak laptörténete sorolja fel. Ez a jelzés csupán a megfogalmazás eredetét és a szerzői jogokat jelzi, nem szolgál a cikkben szereplő információk forrásmegjelöléseként.